# 捷榮咖啡

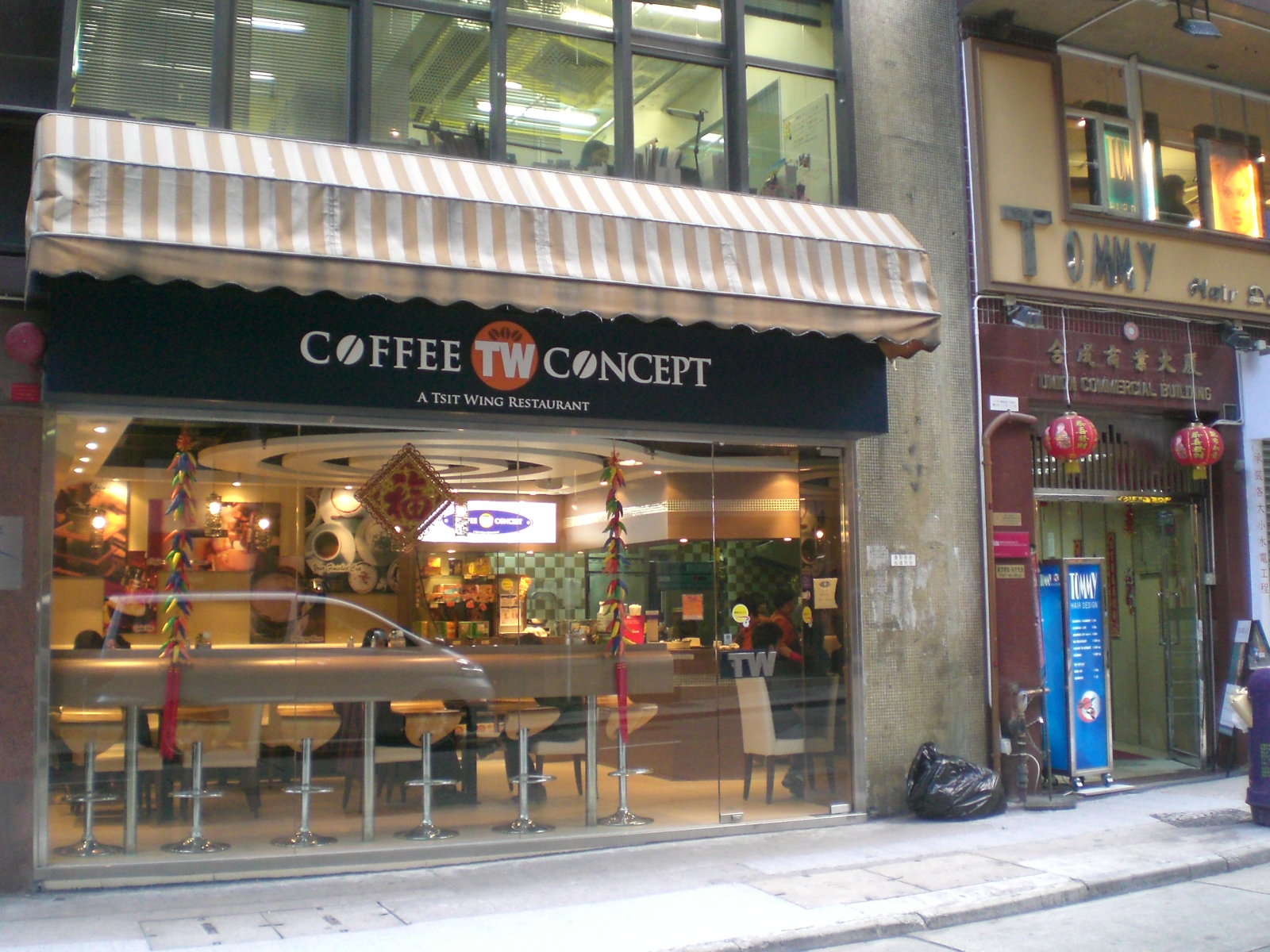
擺花街

捷榮，是香港製造的品牌老字號，主業咖啡、食肆、批發等。捷榮咖啡的母公司是捷榮國際控股有限公司，後者在2001年於新加坡成為上市公司，簡稱捷榮集團（新加坡交易所除牌前: T26、港交所：2119） ，董事局成員為黃達堂、黃達培、陳心宇等。捷榮建立的咖啡、紅茶王國在香港的市佔率高逾80%（如計算黃氏其他家族成員如黃家和旗下金百加集團，市佔率更達90%），向茶餐廳、McCafe，以至海逸酒店供貨。。捷榮已發展為大中華區的咖啡、紅茶餐飲服務供應商，2013年全年收入7.72億港元。

## 歷史
捷榮始創於1932年，初為雜貨士多、港式茶餐廳、自行咖啡豆炒磨、批發咖啡及紅茶。1955年註冊成為有限公司。
1962年在大角咀櫸樹街自置廠房。1980年在葵涌葵德街再購置廠房，並引進美國先進電腦化設備大量生產，擴展產品市場由香港至國際化。1990年代市場進入加拿大、又在西班牙五年獲「國際食品獎及飲品獎」。現在，捷榮的商品，三合一鴛鴦及香滑奶茶在超級市場、工展會等也很常見。
2012年2月，捷榮集團（香港）有限公司與新加坡高檔茶葉品牌「TWG」（The Wellness Group）在香港爆發商標糾紛，捷榮集團指「TWG」使用涉嫌侵權的商標在中環國際金融中心開設茶室。後來向高等法院取得臨時禁制令，禁制「TWG」在香港使用相關商標。
2014年10月23日捷榮國際控股有限公司（「捷榮集團」）宣佈，引入日本的三井物產為機構投資者，後者斥資約22億日圓（約1.6億港元）購入少於20%的捷榮股權，交易完成後，捷榮主席兼行政總裁黃達堂全資持有的 Hero Valour Limited仍為最大股東，而三井物產將成為第二大股東。
2018年，捷榮國際控股有限公司正式於香港主板上市（港交所：02119）。

## 参見
- 中環擺花街匯財中心捷榮咖啡一族